# Синаптичка трансмисија
Синаптичка трансмисија или неуротрансмисија је процес преноса електричних сигнала са једног неурона - пресинаптичког неурона, на други неурон - постсинаптички неурон преко синаптичке пукотине. У случају хемијске синапсе пренос сигнала врши се уз садејство неуротрансмитера, док се код електричне синапсе одиграва директно. 
Највећи део неуротрансмитера се синтетише у пресинаптичким структурама где се депонују у везикуле. Из везикула неуротрансмитери се ослобађају у синаптичку пукотину, затим се везују за постсинаптичке рецепторе и изазивају локалне промене потенцијала, постсинаптичке потенцијале, који уколико доведу до деполаризације ћелијске мембране постсинаптичког неурона стварају услов за генерисање акционог потенцијала.
Рецептивна зона постсинаптичког неурона је покривена хиљадама синапси других неурона и уколико сума њихових ексцитаторних и инхибиторних сигнала пређе праг надражаја настаје услов за деполаризацију дела мембране и стварање акционог потенцијала. На мембрани постсинаптичког неурона долази и до временског и просторног сумирања многобројних сигнала. Временско сумирање означава ситуацију у којој долази до сабирања више стимулуса који су се одиграли у кратком временском интервалу. Просторно сумирање означава ситуацију у којој долази до сабирања више стимулуса који су се одиграли истовремено на једној локацији.